# 슬레이트 (도구)

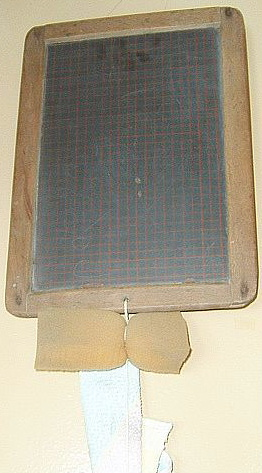
1950년까지 사용된 슬레이트로, 스펀지와 함께 있다.

슬레이트(Slate)는 쓰기를 위해 기록 매체로 사용되는 평평한 물질을 가리킨다. 슬레이트는 본래 점판암을 뜻하는데, 실제로 19세기에 점판암으로 만들어진 기록판을 사용하였다. 이는 종이보다 단단하면서 그 당시 비쌌던 종이보다 가격이 쌌기 때문이다.

## 같이 보기
- 칠판